# Dentinalia
Dentinalia is een geslacht van vlinders van de familie spanners (Geometridae), uit de onderfamilie Ennominae.

## Soorten
- D. diversa Rindge, 1973
- D. forsteri Heimlich, 1960
- D. latifascia Rindge, 1973